# Selaktjärnen
Selaktjärnen är en sjö i Älvsbyns kommun i Norrbotten och ingår i Piteälvens huvudavrinningsområde. Sjön har en area på 0,0479 kvadratkilometer och ligger 253,3 meter över havet.

## Delavrinningsområde
Selaktjärnen ingår i det delavrinningsområde (730542-173078) som SMHI kallar för Ovan VDRID = Isträskbäcken i Piteälvens vattendra*. Medelhöjden är 113 meter över havet och ytan är 16,19 kvadratkilometer. Räknas de 759 avrinningsområdena uppströms in blir den ackumulerade arean 10 201,53 kvadratkilometer. Avrinningsområdets utflöde Piteälven mynnar i havet. Avrinningsområdet består mestadels av skog (72 procent). Avrinningsområdet har 0,84 kvadratkilometer vattenytor vilket ger det en sjöprocent på 5,2 procent.